# 沿海水道
沿海水道（英語：Intracoastal Waterway，简称：ICW）是美国一个全长约4800公里的内河航道系统，沿大西洋和墨西哥湾海岸线延伸，从马萨诸塞州向南经大西洋沿岸，绕过佛罗里达州南端，再沿墨西哥湾海岸延伸至得克萨斯州的布朗斯维尔。这条水道并非单一的人工工程，而是由天然河口、咸水河流、海湾、海峡以及人工运河共同组成。
沿海水道分为两大独立系统：大西洋沿海水道（英語：Atlantic Intracoastal Waterway，简称：AICW）和墨西哥湾沿海水道（英語：Gulf Intracoastal Waterway，简称：GICW）。大西洋沿海水道全长约3219公里，北起马萨诸塞州波士顿，南至佛罗里达州基韦斯特，于1947年完工；墨西哥湾沿海水道则从佛罗里达州的卡拉贝尔向西延伸至布朗斯维尔，全长约1609公里，于1949年竣工。它们共同构成了超过4800公里的受保护航道，为船只提供了稳定的航行环境，使其成为避开外海航行风险的理想替代路线。值得注意的是，佛罗里达州西海岸存在一段未连接的空白区域，因此两条水道并未贯通。
沿海水道的建设并非一蹴而就，而是从19世纪初开始逐步推进。早期的工程以地方性运河为主，旨在保护沿海货物运输的安全，并让内陆城镇通过水路与海洋连通。如今，这条水道主要服务于吃水较浅的商业船只、拖船以及无法长时间在外海航行的游艇。大西洋段和墨西哥湾段的使用情况存在显著差异：大西洋段以私人游艇为主，而墨西哥湾段则更受商业船只青睐。水道的平均宽度为30.5米，水深通常维持在3.7米以上，但在某些狭窄或浅滩区域，宽度可能缩减至15.25米，水深也可能降至1.5米。
沿海水道不仅是航运通道，更是美国经济的重要支柱。据统计，该水道系统每年运输了超过60亿吨的货物，约占美国国内货运总量的14%，并为超过50万人提供就业机会。其营运和维护工作由美国陆军工程兵团下属的五个地区分局共同负责，包括诺福克、威尔明顿、查尔斯顿、萨凡纳和杰克逊维尔分局。这些机构确保水道满足现代航运的适航需求，同时兼顾环境保护和航道安全。